# Ipso facto
Ipso facto es una expresión latina que significa ‘por el hecho mismo’.
La traducción habitual de ipso facto es ‘en el acto’,
dando a entender la expresión que un hecho se ha producido de manera rápida e inmediata. Esto no tiene fundamento en lo etimológico, pero es la traducción usual.
En el ámbito jurídico, la expresión ipso facto sirve para referirse a una consecuencia jurídica que se ha producido en virtud de un hecho o acto, por ello, esta expresión sirve para describir a aquellos efectos que se producen mediante requerimiento o a instancia de parte.
Ipso facto se considera opuesta a la expresión ipso iure, que se puede traducir como ‘por el derecho’. Por ejemplo, en el caso de que un acto sea anulable, su nulidad debe ser solicitada por la parte que se siente perjudicada, por lo que se produce ipso facto (‘debido al hecho en sí mismo’), en tanto que cuando el acto es nulo, la nulidad se produce ipso iure, sin necesidad de que nadie la solicite.